# Pesanggrahan
Pesanggrahan és un subdistricte del districte Jakarta del Sud (en indonesi Jakarta Selatan) a Jakarta (Indonèsia) que es divideix en 5 pobles administratius (en indonesi kelurahan): Ulujami, Petukangan del Nord, Petukangan del Sud, Pesanggrahan, i Bintaro.